# Menudo (letteratura)
Menudo è un racconto di Raymond Carver, facente parte della raccolta Elefante e altri racconti (Elephant and Other Stories, Harvill, London, 1988), edita in italiano come Chi ha usato questo letto (Garzanti, 1992).

## Trama
Le vicende sentimentali ed extramaritali di un uomo diviso tra il passato e il presente, i sensi di colpa per le proprie azioni ed in-azioni.
Huges, un uomo che non può dormire, ci presenta la sua "piccola situazione". Vicky, la sua seconda moglie (Molly, la prima, eterno amore di gioventù, l'aveva abbandonata lui senza alcun motivo) probabilmente lo tradisce con un altro. Perciò egli tradisce lei con Amanda, la vicina. Ma Oliver, il marito di Amanda, sospetta qualcosa e ha dato a sua moglie sette giorni di tempo per abbandonare la casa. Amanda ha una bambina piccola, Beth. Il signor Huges si fa carico anche del mantenimento di sua madre. La vita di tutti questi personaggi - che non sembrano cattivi, ma solo meschini - sta andando fuori rotta e Huges, il narratore di quanto accade, non sa fare nulla per evitarlo.